# Алкала де Енарес
Алкала де Енарес се налази у провинцији Мадрид у Шпанији. Име града изведено је из арапског језика (Al Kala – утврђење, средњовековни град). Алкала је родно место шпанског ренесансног писца Мигела Сервантеса.

## Географија
Алкала је 28 km удаљена од Мадрида, налази се на источном ободу града Мадрид и има 191.545 становника (по попису из 2004). У Алкали се налази један од најстаријих универзитета у Европи који је УНЕСКО прогласио светском баштином.

### Клима
| Клима (Алкала де Енарес)   | Клима (Алкала де Енарес) | Клима (Алкала де Енарес) | Клима (Алкала де Енарес) | Клима (Алкала де Енарес) | Клима (Алкала де Енарес) | Клима (Алкала де Енарес) | Клима (Алкала де Енарес) | Клима (Алкала де Енарес) | Клима (Алкала де Енарес) | Клима (Алкала де Енарес) | Клима (Алкала де Енарес) | Клима (Алкала де Енарес) | Клима (Алкала де Енарес) |
| Показатељ \ Месец          | .Јан.                    | .Феб.                    | .Мар.                    | .Апр.                    | .Мај.                    | .Јун.                    | .Јул.                    | .Авг.                    | .Сеп.                    | .Окт.                    | .Нов.                    | .Дец.                    | .Год.                    |
| -------------------------- | ------------------------ | ------------------------ | ------------------------ | ------------------------ | ------------------------ | ------------------------ | ------------------------ | ------------------------ | ------------------------ | ------------------------ | ------------------------ | ------------------------ | ------------------------ |
| Средњи максимум, °C (°F)   | 10,6 (51,1)              | 12,2 (54)                | 15,6 (60,1)              | 17,2 (63)                | 21,7 (71,1)              | 27,8 (82)                | 32,2 (90)                | 32,2 (90)                | 27,8 (82)                | 20,0 (68)                | 14,4 (57,9)              | 11,1 (52)                | 20,2 (68,4)              |
| Средњи минимум, °C (°F)    | 0,0 (32)                 | 1,7 (35,1)               | 3,3 (37,9)               | 5,6 (42,1)               | 8,9 (48)                 | 13,3 (55,9)              | 16,1 (61)                | 16,1 (61)                | 12,8 (55)                | 8,3 (46,9)               | 3,9 (39)                 | 1,7 (35,1)               | 7,6 (45,7)               |
| Количина падавина, mm (in) | 45,7 (17,99)             | 43,2 (17,01)             | 38,1 (15)                | 45,7 (17,99)             | 40,6 (15,98)             | 25,4 (10)                | 10,2 (4,02)              | 10,2 (4,02)              | 30,5 (12,01)             | 45,7 (17,99)             | 63,5 (25)                | 48,3 (19,02)             | 447,0 (175,98)           |
| [ тражи се извор ]         |                          |                          |                          |                          |                          |                          |                          |                          |                          |                          |                          |                          |                          |

## Становништво
Према процени, у граду је 2008. живело 203.645 становника.
| 1981.   | 1991.   | 2001.   |
| ------- | ------- | ------- |
| 142.862 | 159.355 | 176.434 |

## Саобраћај
Са главним градом Шпаније повезан је железницом.

## Партнерски градови
- Алба Јулија
- Сан Дијего
- Лублин
- Форт Колинс
- Питерборо
- Таланс
- Гванахуато
- Azul
- Alajuela